# Авантура у џунгли
Авантура у џунгли (енгл. Jungle Cruise) амерички је фантастично-авантуристичко хумористички филм из 2021. године редитеља Жаумеа Колета Сера, на основу приче Глена Фикаре и Џона Рекуе и сценарија Мајкла Грина, Фикаре и Рекуе, заснован на истоименој тематско-парковској атракцији Disney Parks-а. Филм је продуцирао Walt Disney Pictures-а, главне улоге играју Двејн Џонсон, Емили Блант, Едгар Рамирез, Џек Вајтхол, Џеси Племонс и Пол Џијамати.
Филм је издат 30. јула 2021. године у Сједињеним Америчким Државама, истовремено у биоскопима и на Disney+-у преко премијерног приступа. Филм је објављен 29. јула 2021. године у Србији, а дистрибуирао га је MegaCom Film. Добио је помешане критике критичара који су сматрали да је забаван и похвалили хемију Џонсона и Блантове, иако су сматрали да је CGI превише коришћен.

## Радња
Смештен током Првог светског рата, капетан речног брода Френк Вулф транспортује британску научницу др Лили Хотон и њеног брата Макгрегора на мисију у џунглу да пронађу Дрво живота, за које се верује да има исцелитељске моћи које би могле бити од велике користи савременој медицини. Све време, трио се мора борити против опасних дивљих животиња, врелог и смртоносног окружења и конкурентне немачке царске експедиције која је одлучна да прва пронађе дрво.

## Улоге
| Глумац        | Улога           |
| ------------- | --------------- |
| Двејн Џонсон  | Френк Вулф      |
| Емили Блант   | др Лили Хотон   |
| Едгар Рамирез | Агире           |
| Џек Вајтхол   | Мекгрегор Хотон |
| Џеси Племонс  | Јоахим          |
| Пол Џијамати  | Најло           |